# L'Hypothèse du tableau volé
Pour plus de détails, voir Fiche technique et Distribution.
L'Hypothèse du tableau volé est un film français réalisé par Raoul Ruiz, sorti en 1979.
Le spectateur du film est invité à s'identifier à un visiteur invisible, attaché aux pas d'un homme qui l'emmène dans la visite d'une collection de tableaux.

## Synopsis
L'histoire se déroule entièrement dans une demeure bourgeoise vaste et presque vide. Dans cette maison, un collectionneur de tableaux examine dans le détail une collection de sept tableaux du peintre Frédéric Tonnerre, élève et disciple de Jean-Léon Gérôme. Mais on ne peut en voir que six car l'un, le quatrième dans la série, a été volé. À condition de dévoiler entre eux des liens cachés, ces tableaux recèlent une énigme que le collectionneur élucide en utilisant la technique des tableaux vivants, c'est-à-dire leur reconstitution en scènes grandeur nature, par des figurants immobiles. Ce procédé lui permet de déployer observations, remarques, analyses. De tableau en tableau apparaît progressivement un monde mi-réel mi-imaginaire, ésotérique et historique. On y trouve Diane chasseresse, des Templiers face à des Sarrasins dans un contexte de croisades, un scandale dans une famille bourgeoise, et des sociétés secrètes, car tout au bout de l'énigme, la reconstitution culmine dans une cérémonie occulte autour de la figure mythique du Baphomet. À plusieurs reprises, les explications du collectionneur, de plus en plus précises et étayées, débouchent sur des questions insolubles, dont la réponse est alors supposée se trouver dans le tableau manquant.

## Fiche technique
- Titre : L'Hypothèse du tableau volé
- Réalisation : Raoul Ruiz
- Scénario : Raoul Ruiz, d'après les œuvres de Pierre Klossowski et avec sa collaboration
- Musique : Jorge Arriagada
- Photographie : Sacha Vierny
- Décors : Bruno Beaugé
- Costumes : Rosine Venin
- Son : Xavier Vauthrin
- Montage : Patrice Royer
- Accessoires : Pierre Pitrou, Jacques Philippeau
- Tableaux : Lee Kar-Siu, Régina Rojas Serrano
- Société de production : Institut national de l'audiovisuel
- Pays de production : France
- Format : Noir et blanc - Mono - 35 mm
- Genre : Documentaire fictif
- Durée : 66 minutes
- Date de sortie : 
  - France : 4 avril 1979

## Distribution
- Jean Rougeul : le collectionneur
- Gabriel Gascon : le narrateur
- Les personnages des tableaux sont interprétés par : Christian Broutin, Bruno Guillain, Jean Narboni, Jean Reno et par ordre d'apparition à l'écran, Chantal Paley, Jean Raynaud, Daniel Grimm, Isidro Romero, Bernard Daillencourt, Jean-Damien Thiollier, Alix Comte, Guy Bonnafoux, Tony Rodel, Pascal Lambertini, Vincent Schimenti, Anne Desbois, Stéphane Shandor, Claude Hernin-Helbaut, Nadège Finkelstein, Jean Bessière, Dominique Lambertini, Raymond Soriano, Aldo Boselli, Raymond Pierson, Eric Saulnier, Carlos Asorey, Alfred Baillou, Jacques Brunswig, Philippe Chassel, Pierre Latzko, Marthe Delboy, Corinne Berjot, Denis Develoux, Oreste Canakis, Daniel Musa.

## Conception du film
Le film repose entièrement sur l'univers esthétique de Pierre Klossowski, sans le citer explicitement sinon au générique de fin. À l'exception des rares interventions du visiteur, le film est donc la conférence d'un unique personnage, désigné par la voix off comme « le collectionneur ». Les tableaux vivants sont interprétés par une trentaine de figurants qui restent muets et le plus souvent immobiles jusqu'à la longue séquence de conclusion, après la résolution de l'énigme et clôturant le film dans une ambiance onirique qui tranche avec le réalisme clinique de l'enquête. Non sans ironie peut-être, Raul Ruiz jugeait ce film en avance de plus de 20 ans sur la mode Da Vinci code, mais on peut aussi penser au roman d'Arturo Perez-Reverte, Le Tableau du maître flamand. L'énigme des tableaux est faite pour être divertissante : riche de ramifications et d'éléments aussi nombreux que variés, avec une abondance de symboles, de références et d'allusions. Volontairement, certains éléments resteront implicites, Ruiz ayant multiplié les indices et les clins d'œil confidentiels. Dans un entretien ultérieur, le cinéaste en donne lui-même cet exemple : l'un des personnages qui apparaît fugitivement est censé figurer Friedrich Nietzsche dans une posture inhabituelle ; pourtant à aucun moment le philosophe n'a été évoqué. Le réalisateur dira avoir délibérément inséré ce détail par jeu, pour agacer Pierre Klossowski. Leur projet initial était une adaptation de son roman Le Baphomet. Devant la difficulté, Ruiz y renonça rapidement. Modifiant le projet, il choisit d'en faire un documentaire poétique sur le système philosophique de Klossowski, en utilisant les grands thèmes de son univers esthétique : les tableaux vivants, le bain de Diane, les templiers, le Baphomet. Il écrivit seul — mais avec l'appui d'un Klossowski coopérant — le scénario de ce qui était alors intitulé Tableaux vivants. Quant à l'esprit général de l'histoire, si le réalisateur déclare s'être inspiré de Raymond Roussel, on peut imaginer d'autres influences, comme celles de Borges ou Chesterton. Par ailleurs il avait souhaité que le rôle du collectionneur soit tenu par Klossowski lui-même. Ce dernier refusa, à la demande de Pierre Zucca qui, préparant alors le tournage de Roberte à partir de sa trilogie des Lois de l'hospitalité, désirait conserver intact pour son film l'investissement de Klossowski à l'écran.

## Production et diffusion
En 1978 la direction de l'Institut national de l'audiovisuel se montrait soucieuse d'élargir son audience et de prendre quelque distance avec la confidentialité d'une production marquée par l'expérimentation et l'hermétisme. Ainsi fut créée la collection Caméra Je, destinée à produire des œuvres audiovisuelles qui, tout en gardant une forte part intellectuelle, parviendraient à intéresser un public élargi. L'Hypothèse du tableau volé et La Vocation suspendue furent produits dans ce cadre, avec des moyens excédant largement ceux qu'il est d'usage de réunir pour des films confidentiels. Outre ces deux films de Raul Ruiz, parmi les productions de Caméra Je en 1978 et 1979, on trouve Les Lieux d'une fugue de Georges Perec, Les Indiens sont encore loin de Patricia Moraz, L'affiche rouge de Frank Cassenti, Le Fils puni de Philippe Colin, Les Enfants du placard de Benoît Jacquot, Flammes d'Adolfo Arrieta. 
La sortie du film sur les écrans parisiens eut lieu pendant le premier semestre 1979 dans quelques salles dont le cinéma Le Seine où il put demeurer à l'affiche plusieurs semaines. Il fut diffusé à la télévision française dans la programmation d'été 1979, en deuxième partie de soirée comme les autres productions de Caméra Je.